# NGC 2329
NGC 2329 (другие обозначения — UGC 3695, MCG 8-13-73, ZWG 234.70, PGC 20254) — галактика в созвездии Рысь.
Этот объект входит в число перечисленных в оригинальной редакции «Нового общего каталога».
NGC 2329 является радиогалактикой. Её внутренние радиолепестки напоминают пузырькообразные структуры, которые наблюдаются в сейфертовских галактиках. Эти лепестки имеют возраст 25 миллионов лет, они младше внешних, которым 45 миллионов лет.  Также в галактике есть односторонний радиоджет.